# Лазе-при-Онеку
Лазе-при-Онеку (словен. Laze pri Oneku) — поселення в общині Кочев'є, регіон Південно-Східна Словенія, Словенія. Висота над рівнем моря: 823,1 м.